# Араужо, Матеус
Мате́ус де Арау́жо Андра́де (порт.-браз. Matheus de Araújo Andrade); род. 22 мая 2002, Озаску, Сан-Паулу), — бразильский футболист, полузащитник клуба «Коринтианс».

## Клубная карьера
Араухо — воспитанник клуба «Коринтианс». 9 мая 2021 года в поединке Лиги Паулиста против «Гремио Новуризонтино» Матеус дебютировал за основной состав.

## Международная карьера
В 2019 году в составе юношеской сборной Бразилии Араухо выиграл домашний юношеский чемпионат мира. На турнире он сыграл в матче против Канады, Италии и Мексики.

## Достижения
Международные
 Бразилия (до 17)
- Победитель юношеского чемпионата мира — 2019